# Encolure (vêtement)
Pour les articles homonymes, voir encolure.
L’encolure est la partie d'un vêtement qui entoure le cou. Par extension de sens, l'encolure désigne aussi la taille d'une chemise.

## Forme d'encolure
L'encolure peut-être ouverte ou fermée, ras-du-cou ou plus large, ronde ou en V, pourvue ou non d'un col, ou d'un capuchon.

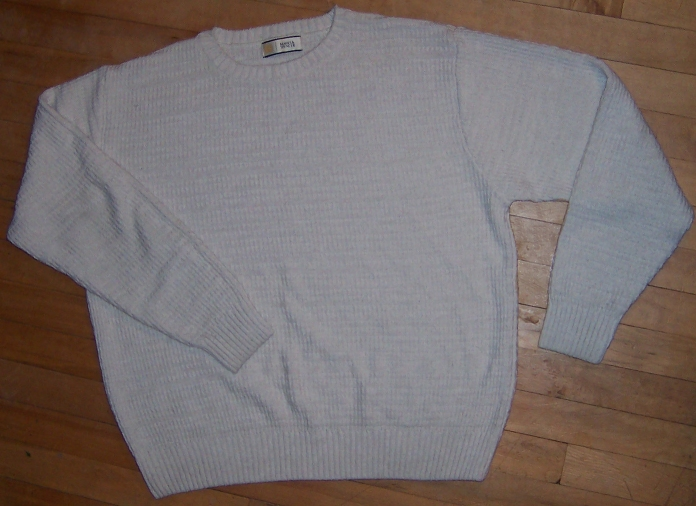
Encolure fermée, ronde, ras-du-cou
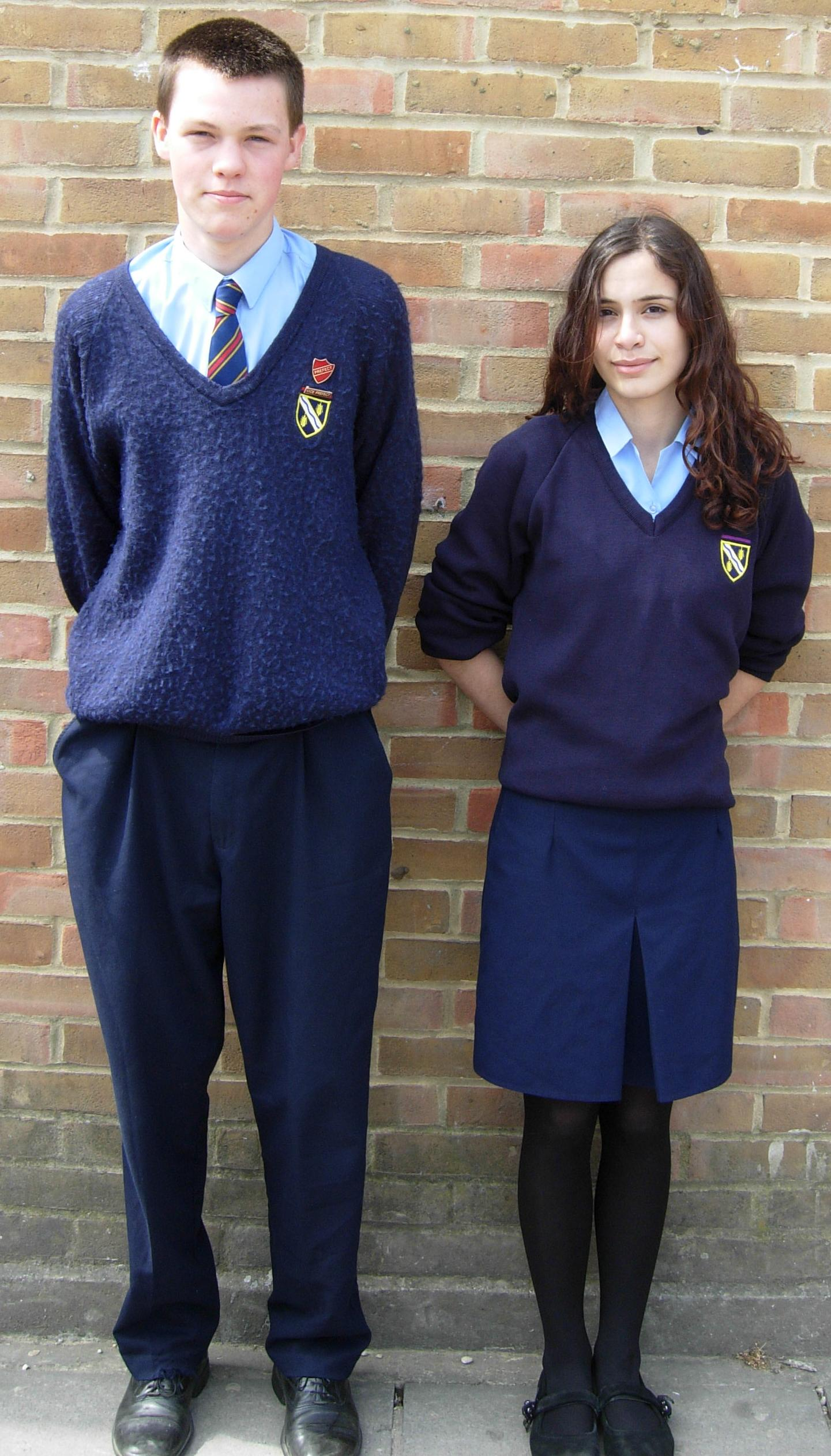
Encolure fermée, en V
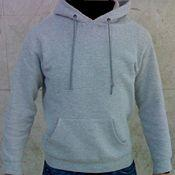
Encolure fermée, à capuchon
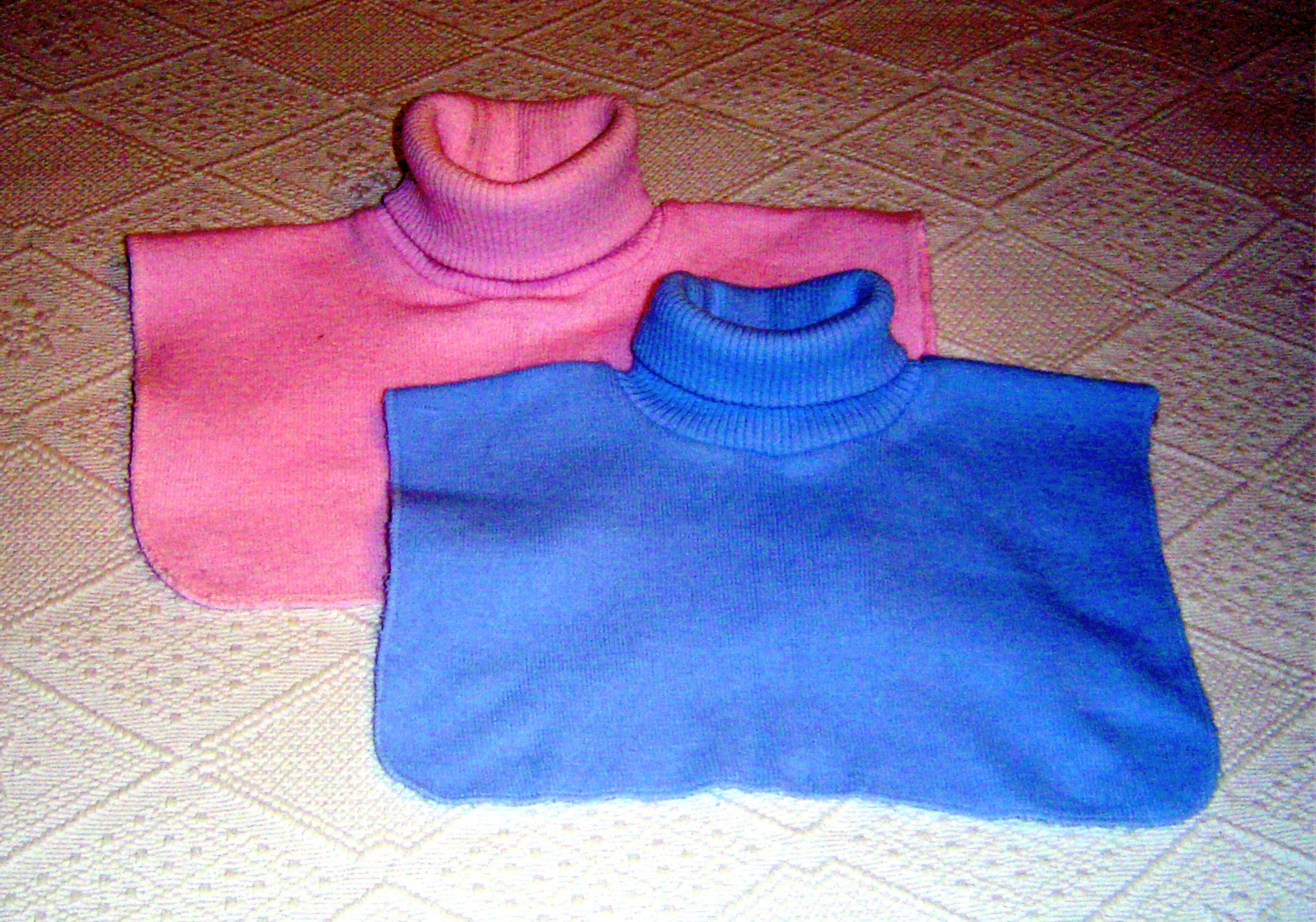
Encolure fermée, col roulé
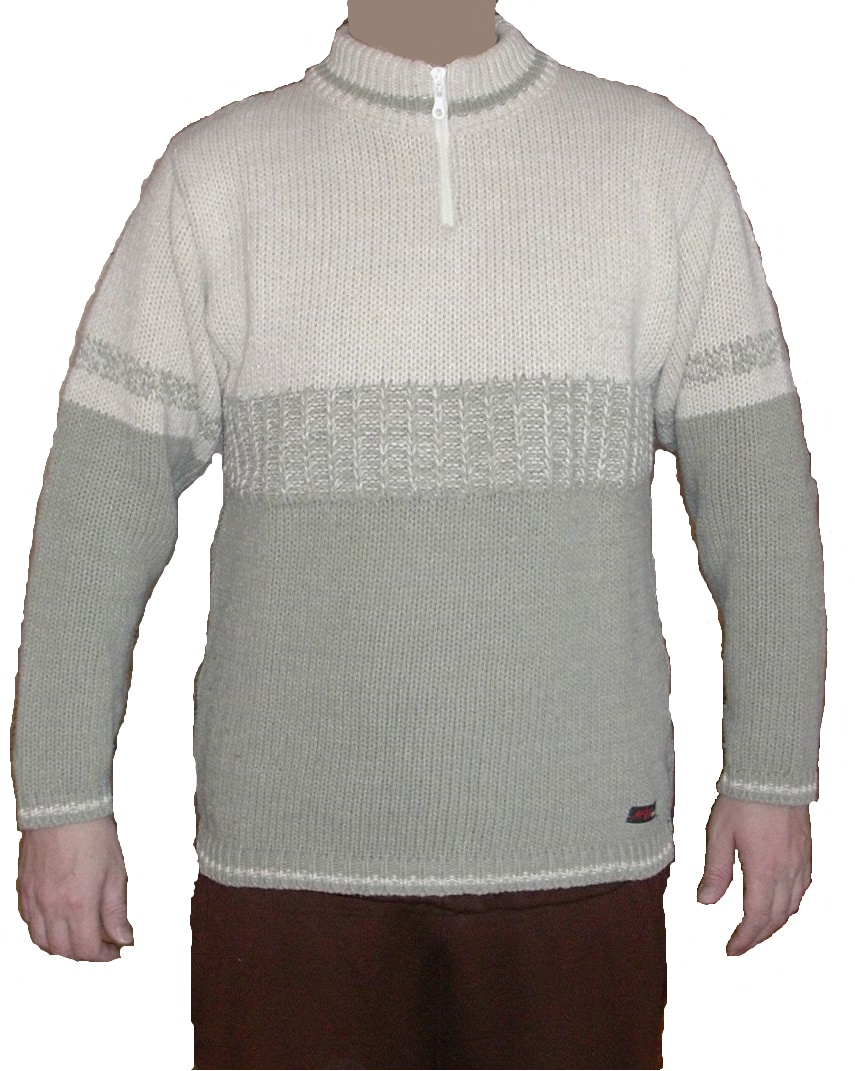
Encolure ouverte, col montant dit col camionneur
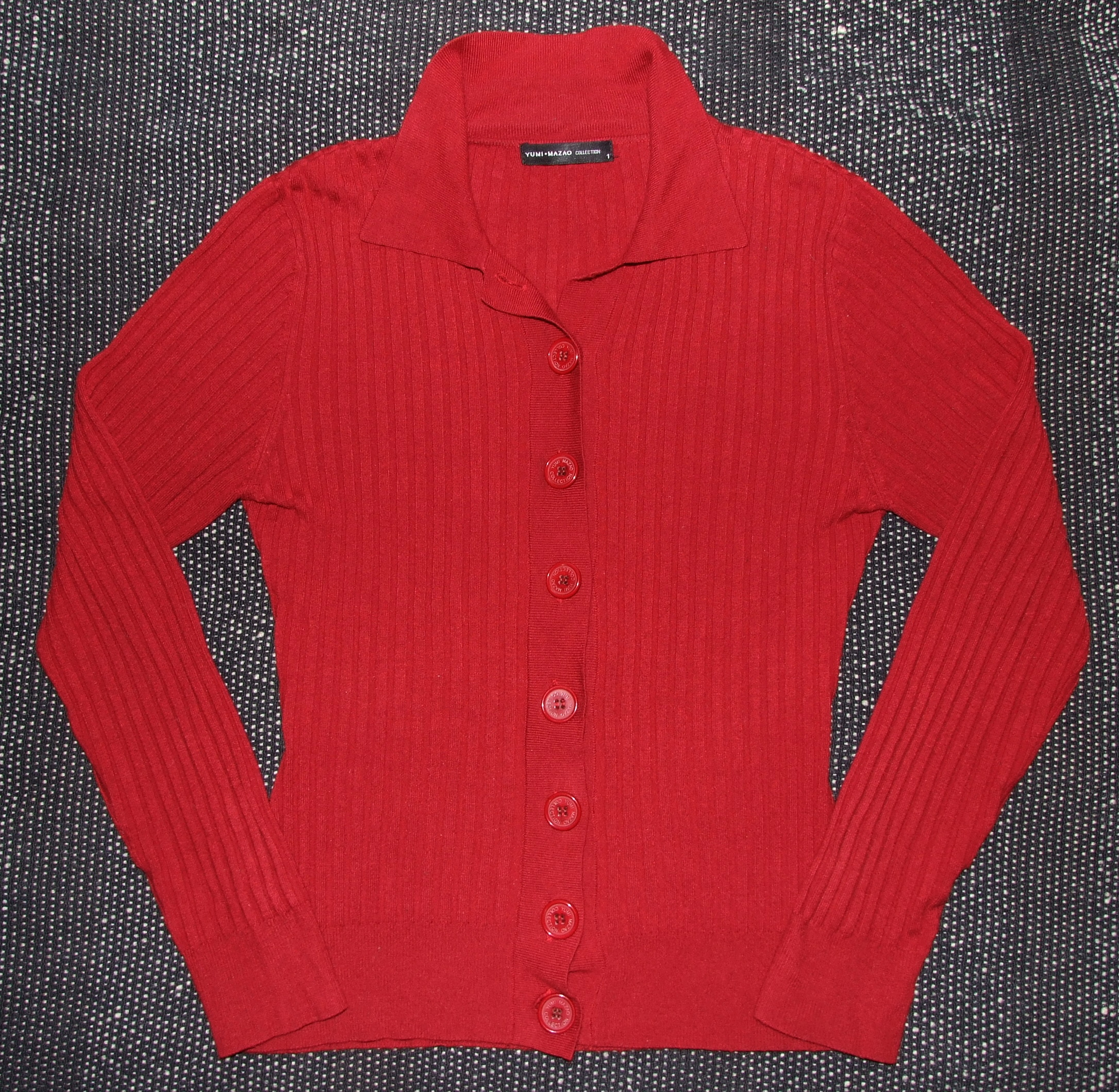
Encolure ouverte, col polo
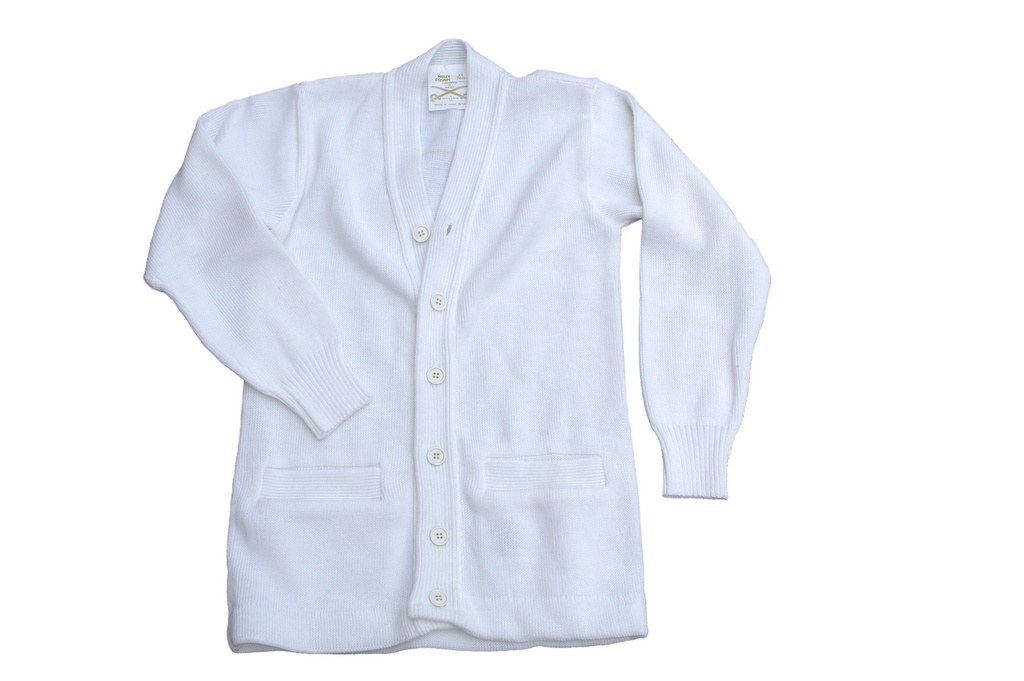
Encolure ouverte en V
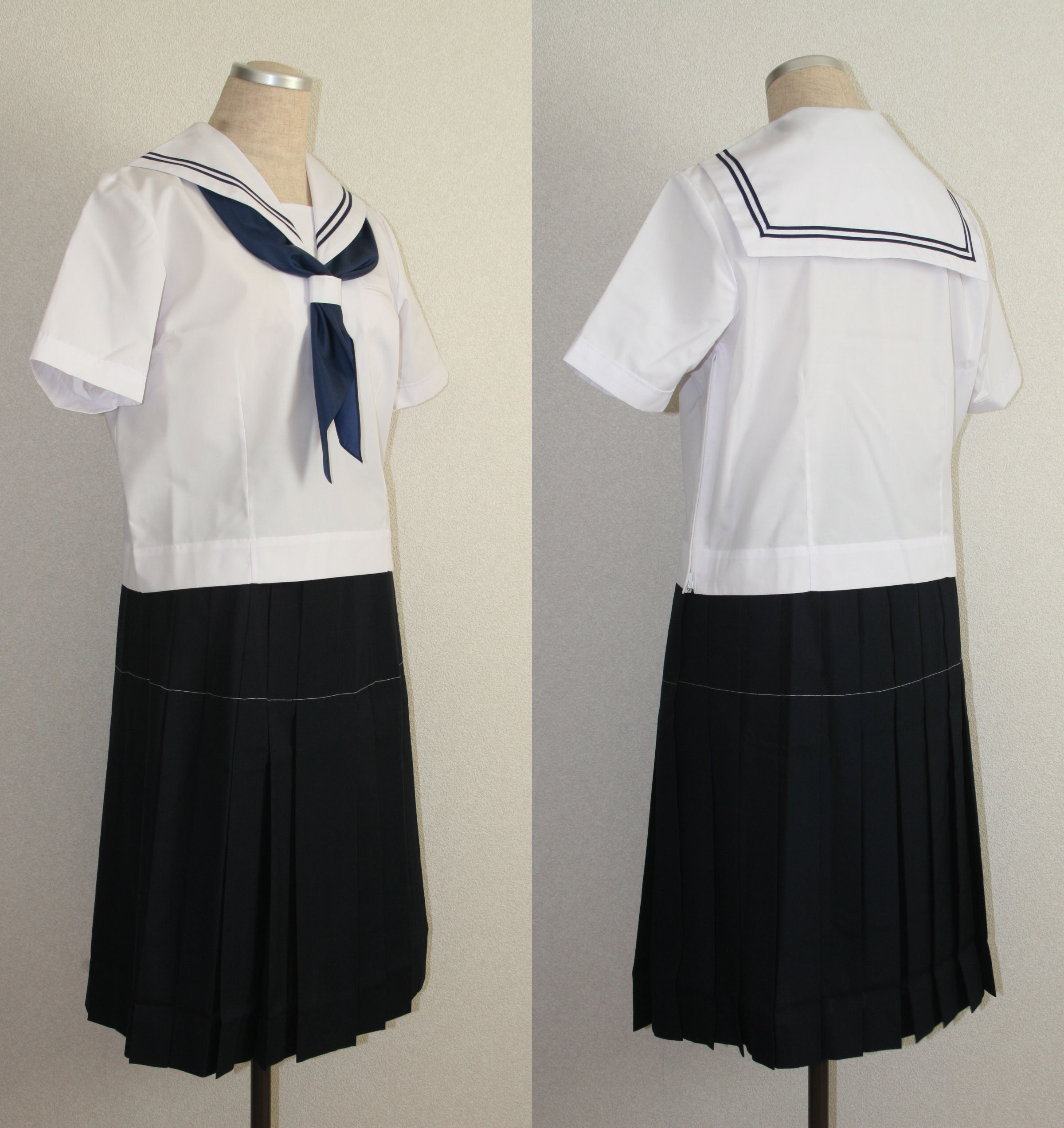
Col marin